# Championnat d'Italie de rugby à XV 1972-1973
Navigation
Serie A 1971-1972 Serie A 1973-1974
Le Championnat d'Italie de rugby à XV 1972-1973 oppose les douze meilleures équipes italiennes de rugby à XV. Le championnat débute en 1972 et se termine en 1973. Le tournoi se déroule sous la forme d'un championnat unique en matchs aller-retour.
Petrarca Padoue, qui devance comme les deux années précédentes le CUS Genova, remporte son quatrième titre alors que Parme et le CUS Napoli redescendent en Série B.

## Équipes participantes
Les douze équipes sont les suivantes :
| - Amatori Catane - L'Aquila - CUS Genova - CUS Napoli - CUS Roma Intercontinentale - Fiamme Oro | - Cumini Frascati - Parme - Petrarca Padoue - Rugby Rome - Tosimobili Rovigo - Metalcrom Trévise |

## Classement
| Rang | Club                       | J  | V  | N | D  | Pm  | Pe  | Diff | Pts |
| ---- | -------------------------- | -- | -- | - | -- | --- | --- | ---- | --- |
| 1    | Petrarca Padoue (T)        | 22 | 17 | 2 | 3  | 452 | 159 | +293 | 36  |
| 2    | Genova                     | 22 | 17 | 1 | 4  | 374 | 185 | +189 | 35  |
| 3    | Rugby Rovigo               | 22 | 14 | 3 | 5  | 292 | 146 | +146 | 31  |
| 4    | Fiamme Oro Padova          | 22 | 12 | 2 | 8  | 318 | 224 | +94  | 26  |
| 5    | L'Aquila Rugby             | 22 | 11 | 2 | 9  | 279 | 235 | +44  | 24  |
| 6    | Metalcrom Trévise          | 22 | 10 | 1 | 11 | 248 | 255 | -7   | 21  |
| 7    | Cumini Frascati            | 22 | 9  | 2 | 11 | 251 | 309 | -58  | 20  |
| 8    | CUS Roma Intercontinentale | 22 | 9  | 1 | 12 | 198 | 303 | -105 | 19  |
| 9    | Rugby Rome                 | 22 | 9  | 0 | 13 | 287 | 374 | -87  | 18  |
| 10   | Amatori Catane             | 22 | 8  | 1 | 13 | 115 | 251 | -136 | 17  |
| 11   | Rugby Parma                | 22 | 6  | 2 | 14 | 197 | 340 | -143 | 14  |
| 12   | CUS Napoli                 | 22 | 1  | 1 | 20 | 138 | 488 | -350 | 3   |

|  | Vainqueur (no 1)         |
|  | Relégués (no 11, no 12)  |
|  | T : tenant du titre 1972 |

Attribution des points :  victoire : 2, match nul : 1, défaite : 0.

## Vainqueur
| Entraîneur | Entraîneur             | Guglielmo Geremia                  |
| Avants     | Pilier                 | R. Baraldi, Bettella, Ragazzi      |
| Avants     | Talonneur              | Colombini, Dolfin, Grassetto, Kind |
| Avants     | Deuxième ligne         | Bortolami, Brevigliero             |
| Avants     | Troisième ligne aile   | Scalzotto, Watt                    |
| Avants     | Troisième ligne centre |                                    |
| Arrières   | Demi de mêlée          | F. Baraldi, Vittorio Munari        |
| Arrières   | Demi d'ouverture       | Lorello, Mattarolo, Valier         |
| Arrières   | Centre                 | Sabbatini                          |
| Arrières   | Ailier                 |                                    |
| Arrières   | Arrière                | Finocchi                           |